# Pedro Lago
Pedro Lago (1911) fue un exfutbolista uruguayo que se desempeñaba como delantero.

## Selección nacional
Ha sido internacional con la selección de Uruguay en 9 ocasiones, marcando 5 goles.

### Participaciones enCopa América
| Copa                         | Sede | Resultado  | Partidos | Goles |
| ---------------------------- | ---- | ---------- | -------- | ----- |
| Campeonato Sudamericano 1939 | Perú | Subcampeón | 4        | 3     |

## Clubes
| Club        | País      | Año       |
| ----------- | --------- | --------- |
| Bella Vista | Uruguay   | 1930-1931 |
| River Plate | Argentina | 1931-1935 |
| Peñarol     | Uruguay   | 1936-1945 |